# Austromartyria
Austromartyria là một chi bướm đêm nguyên thủy, nhỏ, màu kim loại thuộc họ Micropterigidae.

## Các loài
- Austromartyria porphyrodes (Turner, 1932)